# Krunker.io
«Krunker.io» — це безкоштовна онлайн-гра від першої особи в режимі браузера. Її спродюсував швейцарський продюсер Сідні Де Фріз.

## Ігровий процес
Krunker.io — онлайн-шутер від першої особи (від третьої особи доступний лише в спеціальному режимі). Очки можна заробити вбиваючи інших гравців і виконуючи завдання, що відповідають кожному режиму гри. Виграє особа, яка набрала найбільшу кількість балів наприкінці гри.